# 李思訓

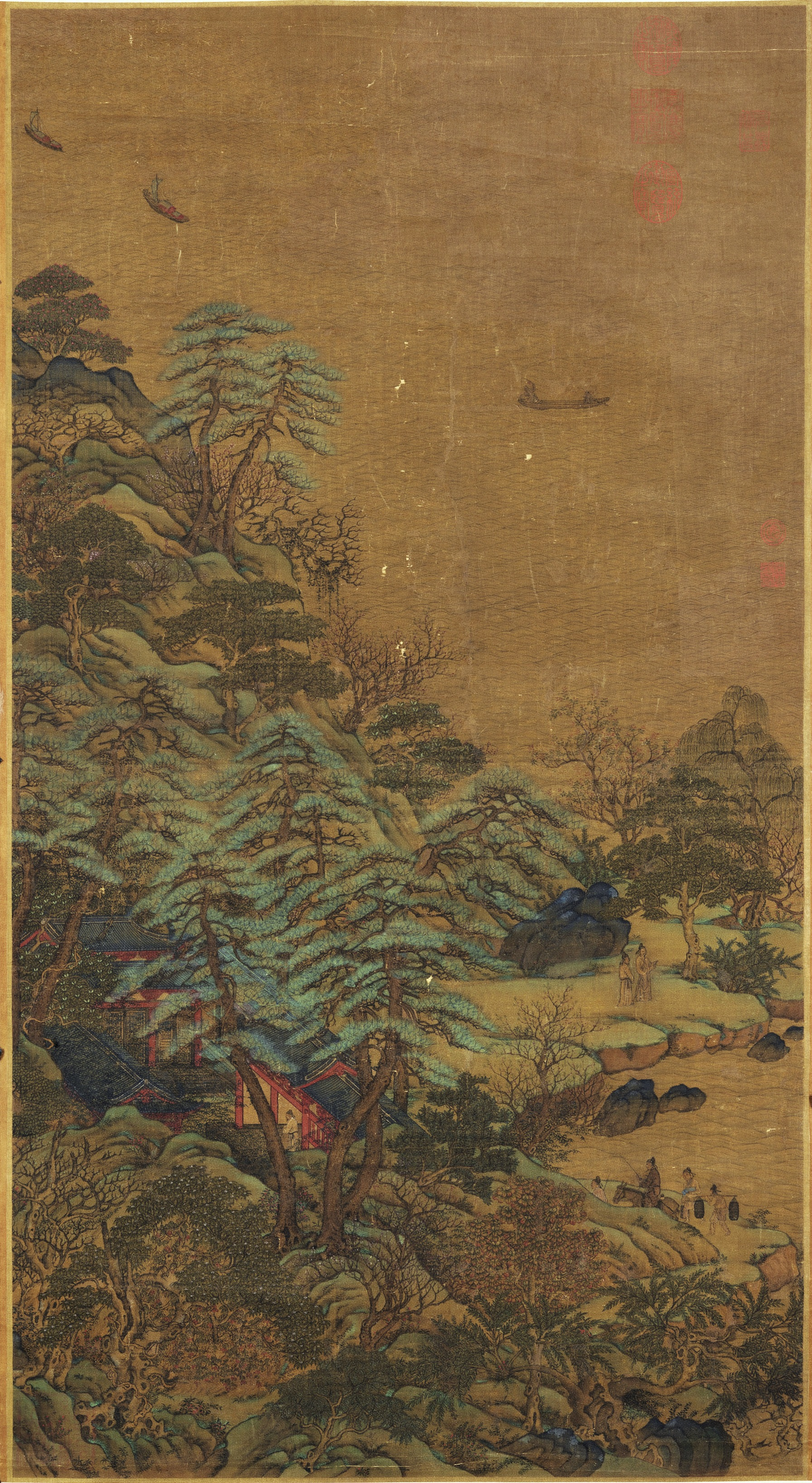
江帆楼閣図

李 思訓（り しくん、653年 - 718年）は、唐代玄宗朝に仕えた官僚。画に長じ、子の李昭道とともに、北宗画（北画）の祖とされる。また、唐の宗室出身で、宰相となった李林甫の伯父にあたる。

## 経歴
李淵（唐の高祖）の祖父である李虎の玄孫にあたり、李淵の従弟にあたる長平王李叔良の孫。李叔良の次子であり、原州都督府長史となった李孝斌の子。
若い時から、芸才により、呼びはやされ、高宗の時に、江都令に就任した。しかし、武則天によって李氏皇族が数多く害に遭ったため、官を捨てて隠れていた。神龍元年（705年）、唐が復興したため、中宗により宗正卿に任じられ、隴西郡公に封じられ200戸を与えられた。益州長史を経て、開元元年（713年）に左羽林大将軍となり、彭国公に封じられ、さらに200戸を与えられた。さらに、右武衛大将軍となったが、開元6年（718年）に死去し、秦州都督を贈られた。死後、李邕により碑文がつくられ、「李思訓碑」として伝わっている。
書画において「一時の妙」と称され、その山水画、樹木画、神仙画は高い評価を受けた。そのため「李将軍山水」として、彼の山水画は後世、金碧山水画風を代表するものとして有名になった。当時の人に「大李将軍」と呼ばれたと伝わる。晩唐の朱景玄の「唐朝名画録」では、第3位の「神品下」と評されている。画風は着色にこだわったもので、貴族的であった。
玄宗の命により、呉道玄と同時に、蜀道嘉陵江の山水を大同殿に描いた。呉道玄が1日にして完成させたのに対し、数か月かけて完成させ、玄宗により同様に賞された話が残っている。彼が大同殿に描いた泉から、夜に水がほとばしる音が立ったという伝承もある。
なお、子の李昭道・甥の李林甫・弟の李思誨・姪孫の李湊も絵画にすぐれていた。

## 李昭道
李思訓の子。太子中舎に任じられた。父と同じく山水画にすぐれ、将軍位にあったことはなかったが、父にちなみ「李小将軍」と呼ばれた。
「唐朝名画録」では第4位の「妙品上」に評され、父より下に評価されているが、張彦遠の「歴代名画記」では父より高い評価を受けている。鳥獣画も得意とし、「海図」という画題を編み出したと伝わる。
「山水の変（山水画の画法の変革）は呉道玄に始まり、李思訓・李昭道父子に成る」と、張彦遠が「歴代名画記」において評している。
父とともに、院体画の系譜と重なる北宗画（北画）の祖とされる。

## 伝記資料
- 『旧唐書』巻六十 列伝第十　宗室「長平王叔良」伝
- 『新唐書』巻七十八 列伝第三　宗室「長平王叔良」伝